# Helicoverpa giacomelli
Helicoverpa giacomelli är en fjärilsart som beskrevs av Köhler 1939. Helicoverpa giacomelli ingår i släktet Helicoverpa och familjen nattflyn. Inga underarter finns listade i Catalogue of Life.